# Dienstränge der Generalprokuratur der Russischen Föderation

Wappen des Generalprokurators der Russischen Föderation.

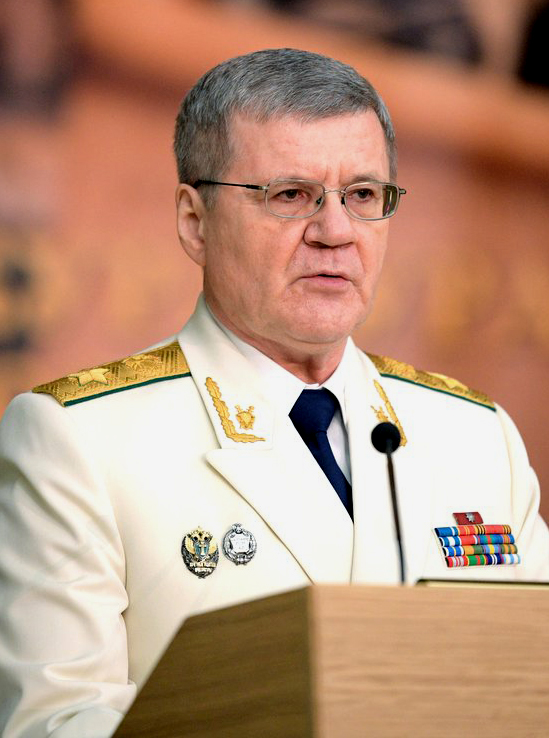
Juri Tschaika in der Uniform des Generalprokurators der Russischen Föderation, mit Dienstrangabzeichen als Wirklicher Staatsrat der Justiz.

Dienstränge der Generalprokuratur der Russischen Föderation zeigt die Hierarchie der russischen Staatsanwaltschaft. Die Anwaltschaft ist Uniformträger mit zivilen Diensträngen (Классные чины) und Dienstrangabzeichen an der Uniform.
| Dienstrang                                                                      | Dienstrang- Abzeichen | Typische Dienstposten |
| ------------------------------------------------------------------------------- | --------------------- | --- |
| Действительный государственный советник юстиции Wirklicher Staatsrat der Justiz |                       | Generalprokurator der Russischen Föderation                                                                                             |
| Государственный советник юстиции 1-го класса Staatlicher Justizrat 1. Klasse    |                       | Erster Stellvertretender Generalprokurator Stellvertretender Generalprokurator                                                          |
| Государственный советник юстиции 2-го класса Staatlicher Justizrat 2. Klasse    |                       | Leiter einer Hauptamt der Generalprokuratur Leiter der Prokuratur der Föderationskreise Leiter der Prokuratur einer größeren Oblast     |
| Государственный советник юстиции 3-го класса Staatlicher Justizrat 3. Klasse    |                       | Stellvertretender Leiter einer Hauptamt der Generalprokuratur Leiter einer Amt der Generalprokuratur Leiter der Prokuratur einer Oblast |
| Старший советник юстиции Älterer Justizrat                                      |                       | Erster Stellvertretender Leiter der Prokuratur einer Oblast                                                                             |
| Советник юстиции Justizrat                                                      |                       | Staatsanwalt einer Stadt oder Rajon |
| Младший советник юстиции Jungerer Justizrat                                     |                       | Stellvertretender Staatsanwalt einer Stadt oder Rajon                                                                                   |
| Юрист 1-го класса Jurist 1. Klasse                                              |                       | Assistent der Staatsanwalt einer Stadt oder Rajon                                                                                       |
| Юрист 2-го класса Jurist 2. Klasse                                              |                       | Beförderungsamt |
| Юрист 3-го класса Jurist 3. Klasse                                              |                       | Eingangsamt für einen Anwalt mit einer höheren Juristenausbildung                                                                       |
| Младший юрист Jungerer Jurist                                                   |                       | Eingangsamt für einen Anwalt mit einer dreijährigen Juristenausbildung                                                                  |